# هیدرازوبنزن
هیدرازوبنزن (۲٬۱-دی‌فنیل‌هیدرازین) یک ترکیب آلی آروماتیک است که از دو گروه آنیلین که از طریق اتم‌های نیتروژن به یکدیگر متصل شده‌اند، تشکیل شده‌است. این ترکیب، یک ماده شیمیایی مهم صنعتی است که در ساخت رنگدانه‌ها، داروها و هیدروژن پراکسید کاربرد دارد.